# Список претендентів на 92-гу премію «Оскар» за найкращий міжнародний художній фільм
Премія «Оскар»

Пон Чжун Хо – режисер фільму-переможця «Паразити»
<< Попер. список • Наст. список >>
Список фільмів, висунутих на 92-гу премію «Оскар» за найкращий міжнародний художній фільм.
Американська кіноакадемія вручає нагороди в категорії «Найкращий міжнародний художній фільм» з 1956 року. У квітні 2019 року назву категорії «Найкращий фільм іноземною мовою» було змінено на «Найкращий міжнародний художній фільм» оскільки Академія визнала термін «іноземна» застарілим.
Для того щоб фільм міг претендувати на цю нагороду, він повинен відповідати наступним умовам: бути знятим за межами Сполучених Штатів Америки, а більшість діалогів мають бути неанглійською мовою.
У 2019 році заявки на участь подали кінострічки з 93 країн. Гана, Нігерія та Узбекистан брали участь уперше. Однак фільм «Левине серце» від Нігерії було дискваліфіковано через те, що більшість його діалогів була англійською мовою. Довгий список (англ. long list) було оприлюднено 7 жовтня 2019 року, короткий список з 10 фільмів (англ. short list) — 16 грудня 2019 року. 13 січня 2020 року Академія назвала 5 номінантів, а фільм-переможець «Паразити» режисера Пон Чжун Хо – 9 лютого 2020 року.

## Претенденти
| Країна                   | Фільм                              | Оригінальна назва                                                            | Мова(-и)                                         | Режисер(и)                             | Результат         | Дж      |
| ------------------------ | ---------------------------------- | ---------------------------------------------------------------------------- | ------------------------------------------------ | -------------------------------------- | ----------------- | ------- |
| Австралія                | «Плавучість»                       | Buoyancy                                                                     | кхмерська, тайська                               | Родд Ратген                            | Не номінований    | [ 10 ]  |
| Австрія                  | «Джой»                             | Joy                                                                          | англійська, німецька                             | Судабег Мортезай                       | Дискваліфікований | [ 12 ]  |
| Албанія                  | «Делегація»                        | Delegacioni                                                                  | албанська, французька                            | Буджар Алімані                         | Не номінований    | [ 13 ]  |
| Алжир                    | «Папіча»                           | Papicha                                                                      | арабська, французька                             | Мунія Меддур                           | Не номінований    | [ 14 ]  |
| Аргентина                | «Героїчні невдахи»                 | La odisea de los giles                                                       | іспанська                                        | Себастьян Боренштейн                   | Не номінований    | [ 15 ]  |
| Афганістан               | «Гава, Мар'ям, Айєша»              | حوا، مریم، عایشه (Hava, Maryam, Ayesha)                                      | фарсі                                            | Сахра Карімі                           | Дискваліфікований | [ 17 ]  |
| Бангладеш                | «Альфа»                            | আলফা                                                                          | бенгалі                                          | Насіруддін Юсуфф                       | Не номінований    | [ 18 ]  |
| Бельгія                  | «Наші матері»'                     | Nuestras madres                                                              | іспанська                                        | Сезар Діас (режисер)                   | Не номінований    | '       |
| Білорусь                 | «Дебют»                            | "Дэбют"                                                                      | російська                                        | Анастасія Мірошниченко                 | Не номінований    | [ 20 ]  |
| Болгарія                 | «Ага»                              | Ага                                                                          | якутська                                         | Мілко Лазаров                          | Не номінований    | [ 21 ]  |
| Болівія                  | «Я сумую за тобою»                 | Tu me manques                                                                | іспанська, англійська                            | Родріго Белло                          | Не номінований    | [ 22 ]  |
| Боснія і Герцеговина     | «Син»                              | Sin                                                                          | боснійська                                       | Інес Танович                           | Не номінований    | [ 23 ]  |
| Бразилія                 | «Невидиме життя Еврідіки Ґусмао»   | A vida invisível                                                             | португальська                                    | Карім Айнуз                            | Не номінований    | [ 24 ]  |
| Велика Британія          | «Хлопчик, який запряг вітер»       | The Boy Who Harnessed the Wind                                               | англійська, ньянджа                              | Чиветел Еджіофор                       | Не номінований    | [ 25 ]  |
| Венесуела                | «Бути неможливим»                  | Yo, imposible                                                                | іспанська                                        | Патрісія Ортего                        | Не номінований    | [ 26 ]  |
| В'єтнам                  | «Фурія»                            | Hai Phượng                                                                   | в'єтнамська                                      | Ле Ван Кієт                            | Не номінований    | [ 27 ]  |
| Вірменія                 | «Довга ніч»                        | Էրկեն Կիշեր                                                                  | вірменська                                       | Едгар Багдасарян                       | Не номінований    | [ 28 ]  |
| Гана                     | «Азалі»                            | Azali                                                                        | Дагбані, акан                                    | Квабена Гьянса                         | Не номінований    | [ 29 ]  |
| Греція                   | «Коли помідори зустріли Вагнера»   | Όταν ο Βάγκνερ Συνάντησε τις Ντομάτες (Otan o Wagner Sinantise tis Ntomates) | грецька                                          | Маріанна Іконому                       | Не номінований    | [ 30 ]  |
| Гондурас                 | «Кров, пристрасть і кава»          | Café con Sabor a mi Tierra                                                   | іспанська                                        | Карлос Мембреньо                       | Не номінований    | [ 25 ]  |
| Гонконг                  | «Біла буря 2: Наркобарони»         | 掃毒2天地對決 (So duk 2: Tin dei duei kuet)                                  | кантонська                                       | Герман Яу                              | Не номінований    | [ 31 ]  |
| Грузія                   | «Сіндізі»                          | შინდისი                                                                      | грузинська                                       | Діто Цинцадзе                          | Не номінований    | [ 32 ]  |
| Данія                    | «Королева сердець»                 | Dronningen                                                                   | данська, шведська                                | Мей ель-Тухі                           | Не номінований    | [ 33 ]  |
| Домініканська Республіка | «Прожекціоніст»                    | El proyeccionista                                                            | іспанська                                        | Хосе Марія Кабрал                      | Не номінований    | [ 34 ]  |
| Еквадор                  | «Найдовша ніч»                     | La mala noche                                                                | іспанська                                        | Габріела Кальваче                      | Не номінований    | [ 35 ]  |
| Естонія                  | «Правда і справедливість»          | Tõde ja õigus                                                                | естонська                                        | Танел Тоом                             | Короткий список   | [ 36 ]  |
| Ефіопія                  | «Біг проти вітру»                  | የንፋሱ ፍልሚያ (Yenifasu Filmya)                                                  | амхарська                                        | Ян Філіпп Вейл                         | Не номінований    | [ 37 ]  |
| Єгипет                   | «Отруйні троянди»                  | ورد مسموم                                                                    | арабська                                         | Фавзі Салех                            | Не номінований    | [ 38 ]  |
| Ізраїль                  | «Підбурювання»                     | ימים נוראים (Yamim Noraim)                                                   | іврит                                            | Ярон Зільберман                        | Не номінований    | [ 39 ]  |
| Індія                    | «Галлі Бой»                        | गली बॉय                                                                        | гінді                                            | Зоя Ахтар                              | Не номінований    | [ 40 ]  |
| Індонезія                | «Спогади мого тіла»                | Kucumbu Tubuh Indahku                                                        | індонезійська                                    | Гарін Нугрохо                          | Не номінований    | [ 41 ]  |
| Іран                     | «Пошук Фаріде»                     | در جستجوی فریده                                                              | фарсі, нідерландська, англійська                 | Курош Атаї та Азаде Муссаві            | Не номінований    | [ 42 ]  |
| Ірландія                 | «Газа»                             | Gaza                                                                         | арабська                                         | Гаррі Кін та Ендрю МакКоннелл          | Не номінований    | [ 43 ]  |
| Ісландія                 | «Білий, білий день»                | Hvítur, Hvítur Dagur                                                         | ісландська                                       | Глинур Палмасон                        | Не номінований    | [ 44 ]  |
| Іспанія                  | «Біль та слава»                    | Dolor y gloria                                                               | іспанська                                        | Педро Альмодовар                       | Номінація         | [ 45 ]  |
| Італія                   | «Зрадник»                          | Il traditore                                                                 | італійська                                       | Марко Беллокйо                         | Не номінований    | [ 46 ]  |
| Казахстан                | «Казахське ханство – Золотий трон» | қазақ хандығының алтын тесігі                                                | казахська, російська                             | Рустем Абдрашев                        | Не номінований    | [ 47 ]  |
| Камбоджа                 | «У житті музики»                   | តន្រ្តីជីវិត                                                                      | кхмерська, англійська                            | Кейлі Со і Сок Візал                   | Не номінований    | [ 48 ]  |
| Канада                   | «Антигона»                         | Antigone                                                                     | французька                                       | Софі Дераспе                           | Не номінований    | [ 49 ]  |
| Кенія                    | «Субіра»                           | Subira                                                                       | англійська, Суахілі                              | Равніт Чадха                           | Не номінований    | [ 50 ]  |
| Киргизстан               | «Аврора»                           | Аврора                                                                       | киргизька, російська                             | Бекзат Пірматов                        | Не номінований    | [ 51 ]  |
| КНР                      | «Нечжа»                            | 哪吒之魔童降世 (Nézhā zhī Mótóng Jiàngshì)                                   | мандаринська                                     | Цзяоцзи                                | Не номінований    | [ 52 ]  |
| Колумбія                 | «Монос»                            | Monos                                                                        | іспанська                                        | Алехандро Ландес                       | Не номінований    | [ 53 ]  |
| Косово                   | «Зана»                             | Zana                                                                         | албанська                                        | Антонета Кастраті                      | Не номінований    | [ 54 ]  |
| Коста-Рика               | «Пробудження мурах»                | El despertar de las hormigas                                                 | іспанська                                        | Антонелла Судасасі Ферніс              | Не номінований    | [ 55 ]  |
| Куба                     | «Перекладач»                       | Un Traductor                                                                 | іспанська, російська                             | Родріго Барріузо та Себастьян Барріузо | Не номінований    | [ 56 ]  |
| Латвія                   | «Батько Ніч»                       | Tēvs Nakts                                                                   | латиська, російська, німецька, їдиш              | Давіс Сіманіс молодший                 | Не номінований    | [ 57 ]  |
| Литва                    | «Мости часу»                       | Laika tilti                                                                  | іврит, естонська, латиська, литовська, російська | Аудріус Стоніс та Крістін Брайд        | Не номінований    | [ 58 ]  |
| Ліван                    | «1982»                             | 1982                                                                         | арабська, англійська                             | Уалід Муанес                           | Не номінований    | [ 59 ]  |
| Люксембург               | «Тель-Авів у вогні»                | תל אביב על האש (Tel Aviv Al Ha'Esh)                                          | Іврит, арабська                                  | Самех Зоабі                            | Не номінований    | [ 60 ]  |
| Малайзія                 | «M для Малайзії»                   | M for Malaysia                                                               | малайська, англійська                            | Діан Лі, Інеза Рузіль                  | Не номінований    | [ 61 ]  |
| Марокко                  | «Адам»                             | آدم                                                                          | арабська                                         | Мар’ям Тузані                          | Не номінований    | [ 62 ]  |
| Мексика                  | «Камеристка»                       | La camarista                                                                 | іспанська                                        | Ліла Авілес                            | Не номінований    |         |
| Монголія                 | «Кінь»                             | Хийморь                                                                      | монгольська                                      | Ерденебілег Ганболд                    | Не номінований    | [ 63 ]  |
| Непал                    | «Бюльбюль»                         | बुलबुल                                                                         | непалі                                           | Бінод Поудел                           | Не номінований    | [ 64 ]  |
| Нігерія                  | «Левине серце»                     | Lionheart                                                                    | англійська, ігбо                                 | Женев'єва Ннаджі                       | Дискваліфікований | [ 65 ]  |
| Нідерланди               | «Інстинкт»                         | Instinct                                                                     | нідерландська                                    | Халіна Реїн                            | Не номінований    | [ 66 ]  |
| Німеччина                | «Руйнівниця системи»               | Systemsprenger                                                               | німецька                                         | Нора Фінґшайдт                         | Не номінований    | [ 67 ]  |
| Норвегія                 | «Викрадаючи коней»                 | Ut og stjæle hester                                                          | норвезька                                        | Ганс Петтер Моланд                     | Не номінований    | [ 68 ]  |
| Пакистан                 | «Лаал Кабутар»                     | لال کبوتر                                                                    | урду                                             | Камал Хан                              | Не номінований    | [ 69 ]  |
| Палестина                | «Це повинно бути небо»             | It Must Be Heaven                                                            | арабська, англійська, французька                 | Елія Сулейман                          | Не номінований    | [ 70 ]  |
| Панама                   | «Усі змінюються»                   | Todos Cambiamos                                                              | іспанська                                        | Артуро Монтенеґро                      | Не номінований    | [ 71 ]  |
| ПАР                      | «Накл Сіті»                        | Knuckle City                                                                 | коса                                             | Джахміль Кубека                        | Не номінований    | [ 72 ]  |
| Перу                     | «Ретабло»                          | Retablo                                                                      | кечуа                                            | Альваро Дельґадо-Апарісіо              | Не номінований    | [ 73 ]  |
| Південна Корея           | «Паразити»                         | 기생충 (Gisaengchung)                                                        | корейська                                        | Пон Чжун Хо                            | Нагорода          | [ 75 ]  |
| Північна Македонія       | «Медова земля»                     | Медена земја                                                                 | турецька                                         | Тамара Котевска, Любомир Стефанов      | Номінація         | [ 76 ]  |
| Польща                   | «Корпус Крісті»                    | Boże Ciało                                                                   | польська                                         | Ян Комаса                              | Номінація         | [ 77 ]  |
| Португалія               | «Домен»                            | A Herdade                                                                    | португальська                                    | Тьяго Ґуэдес                           | Не номінований    | [ 78 ]  |
| Росія                    | «Дилда»                            | Дылда                                                                        | російська                                        | Кантемір Балагов                       | Короткий список   | [ 79 ]  |
| Румунія                  | «Свистуни»                         | La Gomera                                                                    | румунська, англійська, Сільбо ґомеро             | Корнеліу Порумбою                      | Не номінований    | [ 80 ]  |
| Саудівська Аравія        | «Ідеальний кандидат»               | المرشح المثالي                                                               | арабська                                         | Хайфа аль-Мансур                       | Не номінований    | [ 81 ]  |
| Сенегал                  | «Атлантика»                        | Atlantique                                                                   | Волоф, французька, англійська                    | Маті Діоп                              | Короткий список   | [ 82 ]  |
| Сербія                   | «Король Сербський Петро»           | Краљ Петар Први (Kralj Petar Prvi)                                           | сербська                                         | Петар Рістовскі                        | Не номінований    | [ 83 ]  |
| Сінгапур                 | «Земля, що уявляється»             | 幻土 (Huan tu)                                                               | мандаринська, англійська, бенгалі                | Сью Хуа Йео                            | Не номінований    | [ 84 ]  |
| Словаччина               | «Нехай буде світло»                | Nech je svetlo                                                               | словацька                                        | Марко Шкоп                             | Не номінований    | [ 85 ]  |
| Словенія                 | «Історія любові»                   | Zgodovina ljubezni                                                           | словенська, англійська                           | Соня Просенц                           | Не номінований    | [ 86 ]  |
| Таїланд                  | «Нелюдський поцілунок»             | แสงกระสือ (Saeng Krasue)                                                      | тайська                                          | Ситисири Монгколсири                   | Не номінований    | [ 87 ]  |
| Тайвань                  | «Шановний колишній»                | 誰先愛上他的                                                                 | мандаринська                                     | Маг Хсу, Хсу Чі-єн                     | Не номінований    | [ 88 ]  |
| Туніс                    | «Дорогий сину»                     | ولدي (Weldi)                                                                 | арабська                                         | Мохамед Бен Аттіа                      | Не номінований    | [ 89 ]  |
| Туреччина                | «Прихильність»                     | Bağlılık Aslı                                                                | турецька                                         | Семіх Капланоглу                       | Не номінований    | [ 90 ]  |
| Угорщина                 | «Ті, хто залишився зобов’язаним»   | Akik maradtak                                                                | угорська                                         | Барнабас Тот                           | Короткий список   | [ 91 ]  |
| Узбекистан               | «Гарячий хліб»                     | Issiq non                                                                    | узбецька                                         | Умід Хамдамов                          | Не номінований    | [ 92 ]  |
| Україна                  | «Додому»                           | Додому                                                                       | кримськотатарська мова, українська               | Наріман Алієв                          | Не номінований    | [ 93 ]  |
| Уругвай                  | «Міняйло»                          | Así habló el cambista                                                        | іспанська                                        | Федеріко Вейрой                        | Не номінований    | [ 94 ]  |
| Філіппіни                | «Вирок»                            | Verdict                                                                      | філіпі́но, англійська                             | Раймунд Рібай Гутьєррес                | Не номінований    | [ 95 ]  |
| Фінляндія                | «Дурне молоде серце»               | Hölmö nuori sydän                                                            | фінська                                          | Сельма Вілхунен                        | Не номінований    | [ 96 ]  |
| Франція                  | «Знедолені»                        | Les Misérables                                                               | французька                                       | Ладж Лі                                | Номінація         | [ 97 ]  |
| Хорватія                 | «Малі»                             | Mali                                                                         | хорватська                                       | Антоніо Нуїч                           | Не номінований    | [ 98 ]  |
| Чехія                    | «Розфарбований птах»               | Nabarvené ptáče                                                              | міжслов'янська                                   | Вацлав Маргул                          | Короткий список   | [ 99 ]  |
| Чилі                     | «Павук»                            | Araña                                                                        | іспанська                                        | Андрес Вуд                             | Не номінований    | [ 100 ] |
| Чорногорія               | «Нескінченне минуле»               | Između dana i noći                                                           | чорногорська                                     | Андро Мартинович                       | Не номінований    | [ 101 ] |
| Швейцарія                | «Пробудження Мотті Волкенбрух»     | Wolkenbruchs wunderliche Reise in die Arme einer Schickse                    | німецька, їдиш, іврит                            | Майкл Штайнер                          | Не номінований    | [ 102 ] |
| Швеція                   | «А потім ми танцювали»             | And Then We Danced                                                           | грузинська                                       | Леван Акін                             | Не номінований    | [ 103 ] |
| Японія                   | «Дитя погоди»                      | 天気の子 (Tenki no Ko)                                                       | японська                                         | Сінкай Макото                          | Не номінований    | [ 104 ] |